# 土屋 (企業)
株式会社土屋（つちや、英: Tsuchiya Co.,ltd.）は、岡山県井原市にある重度訪問介護を中心に介護福祉サービス事業を全国展開するソーシャルビジネス企業。

## 概要
重度訪問介護事業「ホームケア土屋」を軸とする会社で、重度訪問介護事業の他にも訪問看護部門の「訪問看護ナーシングプラス土屋」、高齢者向け介護部門の「デイホーム土屋」、介護資格研修部門の「土屋ケアカレッジ」、コンサルティング部門の「土屋総研」、出版部門の「TSUCHIYA FUBLISHING」、就労支援B型事業所の「あぐり工房土屋」、福祉サービス相談支援事業の「Nexus土屋」（2022年12月現在、休止中）、高齢者入居型事業の「高齢者複合施設のがわ」、介護サービス事業所「コスモス」、水耕栽培野菜生産事業の「アグリー農園」、CSR事業の「TERRATETTO」と多岐にわたる事業展開し運営をしている。 
株式会社土屋は二本社制を採用している。
- 本社 - 岡山県井原市井原町192-2 久安セントラルビル2階
- 東京第二本社 - 東京都国立市中1丁目20-1 浅見ビル1階

## 沿革
- 2020年8月19日 - 岡山県井原市に『株式会社土屋』を設立[1][3]。
- 2021年6月 - 訪問看護ステーションを設立[3]。
- 2021年7月 - 株式会社土屋の初CMを放送開始[5]
- 2021年9月 - 土屋総合研究所（土屋総研）を設立[6]。
- 2021年10月 - TSUCHIYA PUBLISHINGを設立[7]。Nexus土屋が設立[8]。
- 2021年12月 - 東京都国立市に東京第二本社を設立[9]。
- 2022年1月 - 2団体（デイサービス事業者、B型就労支援事業者）の事業譲渡と、2団体（農業生産法人、グループホーム事業者）の子会社化[3][10]。
- 2022年10月 - デイサービス事業の事業譲渡、訪問介護事業とデイサービス事業の法人譲渡[11]。

## 事業内容
重度訪問介護事業
ホームケア土屋は、重度訪問介護事業でALS、筋ジストロフィー等の難病、脳性麻痺、脊髄損傷などの重度の障害を持つ人に対する訪問介護サービスを運営。介護者が利用者の自宅にて1対1で生活支援や医療的ケアを行い、障害を持つ人が住み慣れた自宅や地域で自分らしく暮らしができるように、利用者の在宅生活を24時間365日サポートしている。重度訪問介護事業所は都道府県を6ブロックエリア（北海道・東北、関東、東海、関西、中国・四国、九州）に分けられ、全国47都道府県に展開している。
訪問看護事業
訪問看護ナーシングプラス土屋は、24時間365日専門知識をもった看護師が緊急時の対応が行える体制で、重度訪問介護のホームケア土屋との連携を取っているため人工呼吸器などの医療的ケアにも対応している。
研修事業
土屋ケアカレッジは、障害福祉サービスである重度訪問介護の支援に必要な介護資格取得専門の教育研修機関。重度訪問介護従業者養成研修には統合過程を開講している。喀痰吸引等研修、介護職員初任者研修、介護福祉士実務者研修などもあり、介護福祉士の講座、講習会も行っている。土屋ケアガレッジの教室は都道府県が9エリアに分かれており、教室によって受けらえる研修が異なる。
総合研究部門
土屋総研は、日本全国で福祉に携わる株式会社土屋グループの総合研究部門。介護福祉などの医療サービス制度に関する実態調査・施策検討や調査分析と、介護業界が抱える問題調査などの調査研究事業、介護者や介護事業者に向けた情報共有や啓発活動の外部セミナー、シンポジウムやフォーラム等のイベント、医療福祉の海外文献などから翻訳サービスを提供する翻訳事業を行っている。
出版事業
TSUCHIYA　PUBLISHING（土屋パブリッシング）は、音声読み上げや文字サイズ変更などの様々な機能がある電子書籍専門の出版社。
障がい者就労継続支援B型事業
あぐり工房土屋は、農業部門・クリエイト部門・調理部門・パソコン部門の4部門を運営。利用者の特性にあった支援訓練を受けることができ、1つの事業所に所属しながら複数の分野で就労訓練も可能。
福祉サービス相談支援事業
Nexus土屋は、株式会社土屋や他の福祉事業所への窓口として、個人に合わせた対応や個人相談など幅広く活動。現在は休止となっている。
高齢者入居型事業
高齢者複合施設のがわは、コミュニティホームのがわ（特定施設入居者生活介護）、グループホームのがわ（認知症対応型共同生活介護）の2つの小規模事業所がある。協力医療機関より週2回の訪問診療がある。
高齢者向け介護部門
デイホーム土屋は、7つのデイホームによって様々な対応がされている。施設も民家や機能訓練やリハビリができる設備が整っているデイホームがあったりと様々。
介護サービス事業
コスモスは、前身の有限会社コスモスが2005年に居宅介護支援事業所を開設。ニーズ応えるべく、訪問介護事業所および通所介護事業所を増設し、事業を拡大していき、2022年に法人譲渡した。
水耕栽培野菜生産事業
アグリー農園は、名張市と名張の社会福祉法人育成会と連携し、障害者の体験学習の場として利用されている。
CSR事業
TERRATETTO（テラテット）は、地域子育て支援、キッチンカーイベント等の運営、知的障害者のシェアハウスの運営、生活困窮者の就労・生活支援、古民家リフォームしたカフェ事業、農福連携と様々な事業を展開。

## 関係者
- 安積遊歩 - 顧問[1]